# Xestia nictitans
Xestia nictitans là một loài bướm đêm trong họ Noctuidae.